# مجموعة 24
تأسست مجموعة الأربعة والعشرين الحكومية الدولية المعنية بالشؤون النقدية الدولية والتنمية، أو مجموعة الـ 24 (G-24) في عام 1971 كفصل من مجموعة الـ 77 من أجل المساعدة في تنسيق مواقف البلدان النامية بشأن النقد الدولي والأموال. وقضايا تمويل التنمية، فضلا عن ضمان تمثيل مصالحهم بشكل كاف في المفاوضات بشأن المسائل النقدية الدولية. على الرغم من تسميته في الأصل على اسم عدد الدول الأعضاء المؤسسة، إلا أنه يضم الآن 28 عضوًا (بالإضافة إلى الصين، التي تعمل كمدعو خاص).
على الرغم من أن المجموعة ليست جهازًا تابعًا لصندوق النقد الدولي، إلا أن صندوق النقد الدولي يوفر خدمات السكرتارية للمجموعة. تجتمع مرتين في السنة، أولاً قبل انعقاد اللجنة الدولية للشؤون النقدية والمالية، وثانياً قبل اللجنة الوزارية المشتركة لمجلسي محافظي البنك والصندوق. تسمح هذه الاجتماعات للدول النامية الأعضاء بمناقشة بنود جدول الأعمال قبل هذه الاجتماعات الهامة لصندوق النقد الدولي / البنك الدولي.

## الدول الأعضاء
المنطقة الأولى (أفريقيا)
- الجزائر
- ساحل العاج
- جمهورية الكونغو الديمقراطية
- مصر
- إثيوبيا
- الغابون
- غانا
- كينيا
- المغرب
- نيجيريا
- جنوب أفريقيا

المنطقة الثانية (أمريكا اللاتينية ومنطقة الكاريبي)
- الأرجنتين
- البرازيل
- كولومبيا
- الإكوادور
- غواتيمالا
- هايتي
- المكسيك
- بيرو
- ترينيداد وتوباغو
- فنزويلا

المنطقة الثالثة (اسيا)
- الصين
- الهند
- إيران
- لبنان
- باكستان
- الفلبين
- سريلانكا
- سوريا

### المراقبون
الدول التالية تعمل بصفة مراقب في مجموعة الأربعة والعشرين:
- أنغولا
- إندونيسيا
- السعودية
- الإمارات العربية المتحدة

تعمل الجهات التالية بصفة مراقب مجموعة الأربعة والعشرين:
- صندوق النقد العربي
- مفوضية الأمم المتحدة الاقتصادية لأمريكا اللاتينية وجزر الكاريبي
- مجموعة ال77
- منظمة العمل الدولية
- البنك الإسلامي للتنمية
- صندوق الأوبك للتنمية الدولية
- أوبك
- مركز الجنوب
- مؤتمر الأمم المتحدة للتجارة والتنمية
- إدارة الأمم المتحدة للشؤون الاقتصادية والاجتماعية
- المجلس النقدي لأمريكا الوسطى

## رؤساء المجموعة
فيما يلي قائمة الرؤساء السابقين والحاليين لمجموعة الـ 24:
| السنة | الدولة                      |
| ----- | --------------------------- |
| 2020  | غانا                        |
| 2019  | البيرو                      |
| 2018  | سريلانكا                    |
| 2017  | إثيوبيا                     |
| 2016  | كولومبيا                    |
| 2015  | لبنان                       |
| 2014  | مصر                         |
| 2013  | المكسيك                     |
| 2012  | الهند                       |
| 2011  | جنوب أفريقيا                |
| 2010  | البرازيل                    |
| 2009  | سوريا                       |
| 2008  | جمهورية الكونغو الديمقراطية |
| 2007  | الأرجنتين                   |
| 2006  | الفلبين                     |
| 2005  | الغابون                     |

## القيادة
تتألف قيادة المجموعة مما يلي:
- الرئيس: جوليو فيلاردي، كينيث أوفوري-أتا، وزير المالية في غانا.
- النائب الأول للرئيس: عبد الناصر همتي، محافظ البنك المركزي الإيراني.
- النائب الثاني للرئيس: سيرجيو ريسينوس، محافظ بنك غواتيمالا.

## أبحاث ومنشورات المنظمة
تحتفظ المجموعة ببرنامج بحث وعمل يدور حول القضايا ذات الأهمية للبلدان النامية. ويركز البرنامج على وجه الخصوص على ثلاثة مجالات رئيسية: الاقتصاد العالمي وجدول أعمال النمو، والهيكل المالي الدولي، وتمويل التنمية. يركز الاقتصاد العالمي وأجندة النمو على التحول الهيكلي والتجارة والتكنولوجيا وعدم المساواة. يغطي الهيكل المالي الدولي إصلاح وحوكمة المؤسسات المالية العالمية، وشبكة الأمان المالي العالمية وإدارة تدفقات رأس المال، والتنظيم المالي. يشمل تمويل التنمية الضرائب والتعاون الضريبي الدولي، وتمويل البنية التحتية، وإدارة الديون واستدامتها، والشمول المالي. يمكن العثور على الكثير من أبحاث المجموعة، بما في ذلك الكتب وموجزات السياسات وأوراق العمل على موقعها على الإنترنت.